# Nezami
Nezamadim Abu Maomé Elias ibne Iúçufe ibne Zaqui ibne Moaíde Nezami Ganjavi (Nezam al-Din Abu Mohammad Elyas Ibn Yusuf Ibn Zaki Ibn Mo’ayyed Nezami Ganjavi), melhor conhecido apenas como Nezami Ganjavi ou Nizami (em persa: نظامی گنجوی; em azeri: Nizami Gəncəvi; 1141 – 1209), foi um poeta e escritor persa. É considerado, por excelência, o maior poeta épico de toda a literatura persa, trazendo para a epopeia um novo estilo coloquial e realista. Sua herança é amplamente apreciada por todo o mundo árabe.

## Vida
Nezami nasceu e permaneceu a vida toda na cidade de Ganja (parte do Império Seljúcida), da Pérsia continental, uma das principais cidades do actual Azerbaijão. Logo cedo ficou órfão, permaneceu sob os cuidados de Caja Omar, tio materno que lhe proporcionou uma excelente educação. Sua mãe, de nome Raíssa, era de proveniência curda e seu pai, Iúçufe, é mencionado uma vez em sua poesia.
Casou-se três vezes. A primeira esposa, Afaque, era uma jovem escrava quipchaca, e foi enviada a ele pelo comandante Facradim Barã Xá como parte de um presente maior. Ela se tornou sua primeira e mais amada esposa. O único filho que Nezami teve foi da união com Afaque. Sua esposa morreu na mesma época em que havia sido concluída a obra "Cosroes e Xirim". Na época, Maomé contava sete anos de idade. Inacreditável foi que as outras esposas de Nezami, para a sua tristeza, também morreram prematuramente. A morte de cada uma coincide com a conclusão de uma epopeia, incitando o poeta a dizer: "Alá, por que para cada mathnavi que concluo, tenho que sacrificar uma esposa?"

## Educação
Sobre a prodigiosa aprendizagem de Nezami, não há qualquer dúvida. Era de se esperar que poetas fossem bem versados nos mais variados assuntos. Entretanto, Nezami falou ainda mais alto que os poetas de sua época: seu espetáculo de poemas, além de completamente familiarizado com a literatura persa e árabe e com tradições populares orais e escritas, também acabou fundindo elementos dos mais variados campos do saber, como matemática, astronomia, astrologia, alquimia, medicina, botânica, exegese de Koranic, legislação islâmica, história, ética, filosofia, esoterismo, música e artes visuais.

## Sobre Laila e Majnun
Laila e Majnun - o homem que amava demais - é, antes de mais nada, um antigo conto folclórico da Arábia, e seu protagonista está associado a um homem que, de facto, teria existido: Cais ibne Almulaua. Vivera, provavelmente, na segunda metade do século VII, no deserto de Négede, na Península Árabe. Nas mãos de Nezami, o prodigioso poeta épico, seria escrita a sua versão definitiva, dedicada ao soberano xá de Xirvão e com cerca de 8000 versos, em 1188, tornando-se, a partir daí, tema de populares canções, sonetos e odes de amor entre os beduínos árabes ao longo dos séculos que viriam.

## Obras
- Commons
- Commons

- Makhzan al-Asrar (O armazém de mistérios) (1165)
- Khosrow o Shirin (A história de Khosrow e Shirin) (1175)
- Leily o Majnoun (A história de Laila e Majnun) (1188)
- Eskandar-Nameh (O livro de Alexandre, o Grande) (1191)
- Haft Paykar (As sete belezas) (1198)